# Aeroportul St. Mary's
Aeroportul St. Mary's (IATA: KSM, ICAO: PASM, FAA LID: KSM) este un aeroport din Alaska, Statele Unite ale Americii. Aeroportul a fost tranzitat în 2019 de 22.510 pasageri.
Situat la o altitudine de 95 m, aeroportul dispune de 2 piste. Este operat de Alaska Department of Transportation & Public Facilities⁠(d).

## Infrastructură

### Piste
Aeroportul dispune de 2 piste. Pista 06/24 are suprafața de pietriș și dimensiunile 1.520 picioare × 60 picioare. Pista 17/35 are suprafața de pietriș și dimensiunile 6.008 picioare × 150 picioare. 